# 神文王
神文王（しんぶんおう、生年不詳 - 692年8月22日）は、新羅の第31代の王（在位：681年 – 692年）であり、姓は金、諱は政明（『三国史記』新羅本紀・神文王紀の分注には明之ともいう）、字は日炤。先代の文武王の長子であり、母は慈儀王后。王妃は初め蘇判（3等官）の金欽突の娘であったが、即位直後に金欽突が謀反の疑いで粛清されたために宮中を追われ、後に一吉飡（7等官）の金欽運（同・分注には金欽雲ともいう）の娘を迎えて神穆王后とした。665年に太子に立てられており、681年7月に先王が死去すると王位に就いた。三国統一後の唐の撤退を受けて、国内統治の基盤を固め、王権の強化に努めた。

## 治世
即位直後に、唐からは父文武王の官爵である＜開府儀同三司・上柱国・楽浪郡王・新羅王＞を引き継ぐことを許された。一方国内では即位から一月と経たないうちに、王妃の父である蘇判（3等官）金欽突や波珍飡（4等官）金興元らの王族や、文武王時代の上大等であった伊飡（2等官）の軍官が反乱を謀ったとして、これらを誅殺した。反乱鎮圧の2ヵ月後には王宮警護として将軍6人を配置しており、中央貴族勢力の抑圧と王権の強化を図っての粛清劇と考えられている。
683年10月には、高句麗の遺民を封じた傀儡政権である報徳国の安勝に対して、蘇判（3等官）の官位とともに新羅王家と同じ金姓を与え、高句麗王家と新羅王家との結合を図り、安勝は王都金城（慶尚北道慶州市）に住まわせた。しかし、684年11月には報徳国の置かれた金馬渚（全羅北道益山市）で安勝の一族の将軍が反乱を起こしたため、神文王は報徳国を滅ぼし、名実ともに新羅による半島の統一支配が完成した。
また、687年4月には父の文武王、祖父武烈王、曽祖父文興葛文王（金龍春）、高祖父真平王、及び太祖大王（金氏王統の始祖である13代味鄒尼師今）の祖廟を祭る五廟の制度を整備し、儒教理念の明確化による内政の安定を図った。
そのほか、中央官庁の整備、地方統治制度の確立を成し遂げ、692年7月2日に在位12年で死去した。神文王と諡されて狼山の東に埋葬され、その王陵は現在の慶州市排盤洞の史跡181号に比定されている。

### 官僚化の促進
真平王代の581年に設置された位和府（人事）には令（長官）が配置されていなかったが、神文王の682年4月になってようやく令2名を配置し、律令体制の維持に重要な人事評価が機能することとなった。また、例作府（営繕）の長官1名、次官2名を配置した。こうして執事部を中心とする13の上級官庁による整然とした官僚機構を成立させ、また、こうした官僚を育成する機関として682年6月には礼部の配下に国学を創立した。689年には官僚に対する禄邑制をやめて租米による俸禄制を始め、官職に取り立てられた中下級貴族層の官僚化を一層進め、先の中央貴族の粛清とあいまって王権の伸長を果たした。

### 地方統治
中央官僚機構の完成と平行して、685年には完山州（全羅北道全州市）の再設置、居列州（慶尚南道居昌郡）を分割して菁州（慶尚南道晋州市）を設置して、九州が完備した。687年までに九州は旧高句麗・百済・新羅の領域にそれぞれ三州が置かれるかたちに再編され、それぞれの州治は王都金城（慶州市）に対する副都の位置づけとして、地方統治の拠点となった。また、685年には西原小京（忠清北道清州市）・南原小京（全羅北道南原市）を設置して五小京も完備し、これらへは王都の住民を移住させて、半島内に新羅文化を普及させるための拠点となった。詳細は新羅#九州、新羅#五小京を参照。

### 文化事業
先代の文武王を埋葬した地（大王岩）に感恩寺（慶州市陽北面。寺跡は史跡第31号）を建立したほかに、王都の近辺には奉聖寺（未詳）、望徳寺（慶州市排盤洞。寺跡は史跡第7号）の完成させたが、これらはみな官寺的性格を有した寺院であると考えられている。また、唐に『礼記』などを求め、則天武后からは50巻に及ぶ詞文を賜ったことも伝えられる。

## 脚註
1. ↑  『皇福寺石塔金銅舍利函記』による。
2. ↑  『三国遺事』王暦においては、母を慈訥王后、王妃は金欽雲の娘の神穆王后とする。
3. ↑  井上訳注1980、武田2000。
4. ↑  すでに文武王の時代（680年）に文武王の妹を安勝に降嫁させていたが、改めて金姓を与えることでさらに連帯感を高め、旧高句麗人への慰撫を図った。
5. ↑  『三国史記』巻32・祭祀志においては第36代恵恭王の時代に五廟を整備したとの記事が見えるが、巻9・新羅本紀・恵恭王紀には対応する記事はみられず、神文王時代に整備されたのが正しいと考えられている。
6. ↑  兵部、倉部、礼部、例作府、位和府、左理方府、右理方府、司正府、調府、乗府、領客府、船府、内省。
7. ↑  『三国遺事』巻2・紀異・万波息笛条の所収の『寺中記』によれば、同寺は文武王が建立を開始し、神文王の2年（682年）に完成したという。